# Cteniogenidae
Los cteniogénidos (Cteniogenidae) son una familia de diápsidos arcosauromorfos coristoderos que vivieron desde mediados período Jurásico, en el Bajociano, a finales del mismo en el Titoniense, hace aproximadamente entre 171 a 145 millones de años. Sus fósiles se encontraron en Rusia, Escocia, Portugal, Inglaterra y Estados Unidos. El nombre fue propuesto por J. Seiffert en 1975.